# 巴什矛鼬鳚
巴什矛鼬鳚（学名：Luciobrotula bartschi）为蛇鳚科矛鼬鳚属的鱼类。分布于日本南部土佐冲、美国夏威夷、菲律宾巴拉望岛以西及印度洋西北部的亚丁湾以及南中国海南沙群岛东部海马滩以东附近海域及东中国海琉球海沟680-770米海域等，属于北太平洋及印度洋热带水深约675-1022米的深海底层鱼类。该物种的模式产地在南沙群岛海马滩东水深685.9米海域。